# カニャーダ・デ・ゴメス
カニャーダ・デ・ゴメス(Cañada de Gómez)は、アルゼンチンのサンタフェ州の都市である。